# Alexandru Suvorov
Alexandru Suvorov (Chișinău, 2 febbraio 1987) è un ex calciatore moldavo, di ruolo attaccante.

## Carriera

### Club
Suvorov crebbe nelle giovanili del club di Tiraspol e incominciò la sua carriera professionistica alla giovani età di 16 anni, lanciato in prima squadra grazie alle sue buone prestazioni.
Debutta nel massimo campionato moldavo con il numero 16 scelto per la sua età con lo Sheriff Tiraspol, partecipa alla vittoria di 6 campionati consecutivi tra il 2003 e il 2008 con un totale di 4 gol in 72 partite ufficiali disputate. Partecipa alla Champions League dove contro l'Inter Turku segna un gol all'andata e uno al ritorno venendo eliminati in seguito dallo Slavia Praga.
Nel 2008-2009 viene ceduto in prestito al Tiraspol, mettendo a segno 9 reti in 21 presenze, reti importanti come la doppietta siglata contro la Dinamo Bender e le 3 reti in 3 gare consecutive contro Academia Chișinău, Zarea Bălți e contro il Rapid Chișinău.
Nel 2010 passa ai polacchi del Cracovia ed è l'acquisto più costoso della società biancorossa, inizialmente sceglie il numero 23 preferendogli poi il 19, debutta nella Ekstraklasa il 6 marzo 2010 contro il Lech Poznań mettendo a segno la sua prima rete in campionato, tuttavia nonostante l'inizio brillante rimarrà a secco in campionato segnando solo in amichevoli, ritroverà il gol sotto la guida di Shatalov il 21 aprile 2011 su rigore contro il Legia Varsavia, ripetendosi poi contro il Zagłębie Lubin con un gol da fuori area allo scadere che dà il pareggio ai padroni di casa (partita finita 2-2). Il 7 maggio nella partita contro il Polonia Varsavia segna con un tocco morbido un pallonetto che scavalca perfettamente il portiere avversario, si parlerà molto di questo gol come ben dice il giornale italiano La Repubblica. Tre giorni dopo va di nuovo in gol contro il Polonia Bytom. Il 25 maggio segna una rete fondamentale per la salvezza della sua squadra contro lo Jagiellonia. La stagione successiva segna nella partita di esordio della squadra contro il Korona Kielce. Sigla un'altra rete due giornate dopo arricchendo così il suo bottino.

### Nazionale
Dal 2006 al 2020 ha fatto parte della nazionale moldava. Nelle qualificazioni ad Euro 2012 mette a segno tre reti, rispettivamente contro Finlandia, Ungheria e Svezia. Dopodiché va di nuovo a segno, questa volta contro nell'amichevole con Cipro. Segna anche contro San Marino, sempre nelle qualificazioni ad Euro 2012, per poi segnare di nuovo, questa volta contro l'Ucraina, nelle qualificazioni a Brasile 2014.

## Palmarès

### Club

#### Competizioni nazionali
- Campionato moldavo: 7

Sheriff Tiraspol: 2002-2003, 2003-2004, 2004-2005, 2005-2006, 2006-2007, 2007-2008, 2009-2010
- Coppa di Moldavia: 3

Sheriff Tiraspol: 2006, 2008
Sfîntul Gheorghe: 2020-2021
- Supercoppa di Moldavia: 5

Sheriff Tiraspol: 2003, 2004, 2005, 2007
Sfîntul Gheorghe: 2021
- Cupa Federației: 1

Sfîntul Gheorghe: 2020
- Liga 1: 1

Floresti: 2023-2024

### Individuale
- Calciatore moldavo dell'anno: 1

2011